# Орос Ярослав Миколайович
Яросла́в Микола́йович О́рос (нар. 18 квітня 1959, с. Широкий Луг Тячівського району Закарпатської області) — український письменник, журналіст.

## Біографія
Закінчив Сторожинецький лісовий технікум (1978), факультет журналістики Київського державного університету ім. Т. Г. Шевченка (1986).
Лауреат Міжнародної літературної премії «Гранослов-91».
Працював головним редактором газет: «Персонал плюс», «Українська газета плюс», директором журналу «Книжковий клуб плюс». Вів авторську програму «Четвертий універсал» на Українському радіо. Заснував у видавництві «Знання» серію «Класна література».

## Видані книги
- 1991 — «Заповіти білих горватів»
- 1992 — «Змагання катів»
- 1995 — «Чотирикутна зірка. Арійські притчі»
- 1999 — «Кощуни. Хроніки волхва»
- 2001 — «Модуль Яфета»
- 2006 — «Заповіти білих горватів. Кощуни»
- 2009 — «Врата Сімаргла»
- 2009 — «Яфет і Хам»
- 2011 — «Триликий Ной»
- 2012 — «Дримба»
- 2017 — «Витівки Ярґа»
- 2019 — «Чара»
- 2021 — «Чиненик»
- 2023 — "На порозі війни"
- 2025 — "Тесла покохав Чорногору"